# Stavraton
Stavraton sau stauraton (în greacă: σταυράτον, plural: stavrata) a fost o monedă de argint utilizată în cursul ultimului secol al Imperiului Bizantin.

## Istoric
Numele stavraton a apărut pentru prima oară la mijlocul secolului al XI-lea; el desemna atunci un histamenon de aur, care îl reprezenta pe împăratul bizantin ținând un sceptru în formă de cruce; mai specific, se referă la moneda de argint emisă de împăratul Ioan al V-lea Paleologul (r. 1341-1376; 1379-1390) în jurul anului 1367 și care a continuat să fie emisă și folosită până la sfârșitul Imperiului Bizantin (1453). Această ultimă monedă bizantină a fost numită probabil după crucea (în greacă: σταυρός, „stavros” / „stauros”) care apare pe presupusul ei model, dublul „gigliato” din Neapole și din Provența; s-ar putea și ca numele să derive de la micile cruci aflate la începutul legendei, destul de rare pe monedele bizantine, chiar dacă nu sunt foarte evidente. Această monedă a înlocuit vechiul hyperpyron de aur ca fiind moneda, aflată în circulație, cu cea mai înaltă valoare. În consecință ea era mai grea decât toate celelalte monede de argint preexistente, fie în Imperiul Bizantin, fie în restul Europei. Ea cântărea, la început, 8,5 grame, dar mai târziu a scăzut la 7,4 grame. Valoarea sa era de o jumătate de hyperpyron, acesta din urmă nemaifiind în circulație, folosindu-se doar cu titlu de referință.
Stavratonul a fost emis și cu valori de 1/2 și 1/8, ambele din argint. Jumătatea de stavraton cântărea inițial 4,4 grame, scăzând treptat până la 3,7 grame; optimea de stavraton era cunoscută sub numele de doukatopoulon (în greacă: δουκατόπουλον; în română, literal: „mic ducat”; în italiană: „ducatelo”) sau aspron (în greacă: ἄσπρον), cântărind 1,1 grame. Nu a existat monedă de un sfert de stavraton, ducatul venețian de argint (în greacă: δουκάτον, romanizare: doukaton) fiind folosit în locul acestei monede lipsă.
Pe toate aceste monede se aflau gravate bustul lui Hristos pe avers și bustul împăratului pe revers. Legendele sunt mai degrabă similare, purtând pe revers ca inscripție exterioară și interioară: "+[Numele împăratului] ΔΕCΠΟΤΙC Ο ΠΑΛΕΟΛΟΓΟC / Θ[ΕΟ]V ΧΑΡΙΤΙ ΒΑCΙΛΕVC ΡWΜΑΙWN", adică «+Domnul (despotes) [numele împăratului] Paleologul / prin mila lui Dumnezeu, împărat (basileus) al romanilor». Pe stavrata emiși sub Ioan al V-lea, inscripțiile erau inversate, în timp ce sub Manuel al II-lea, era utilizat termenul «autokrator»: Θ[ΕΟ]V ΧΑΡΙΤΙ AVTOKΡΑΤOΡ  Până în 1990, nu se cunoșteau monede de argint emise sub ultimul împărat, Constantin al XI-lea Paleologul (r. 1449-1453), când a fost găsit un lot de nouăzeci de monede.

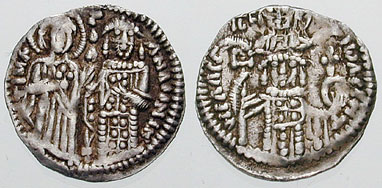
Stavraton emis sub de Ioan al V-lea Paleologul
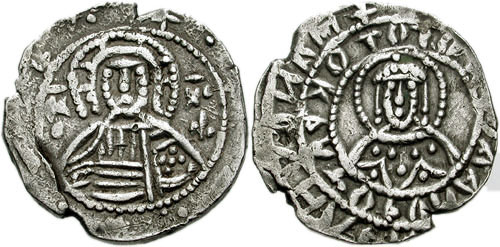
Stavraton emis sub Manuel al II-lea Paleologul (r. 1391-1425)
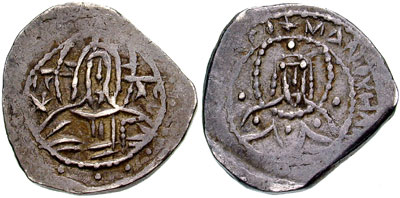
Semistavraton emis sub Manuel al II-lea
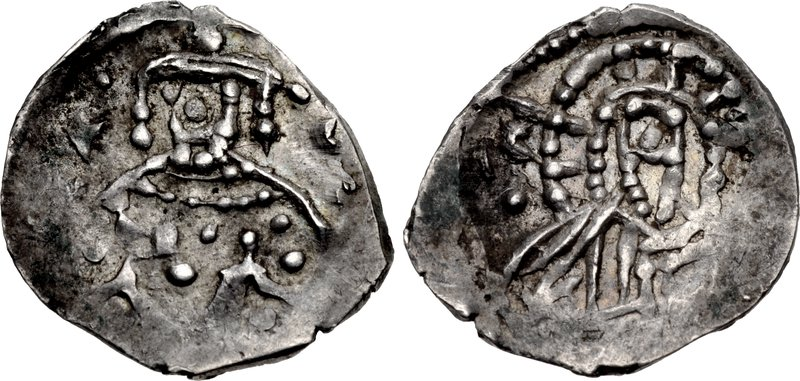
O optime de stavraton (1448 – 1453)